# Hofkerina
Hofkerina es un género de foraminífero bentónico de la Subfamilia Sestronophorinae, de la Familia Eponididae, de la Superfamilia Discorboidea, del Suborden Rotaliina y del Orden Rotaliida. Su especie-tipo es Pulvinulina semiornata. Su rango cronoestratigráfico abarca el Mioceno.

## Clasificación
Hofkerina incluye a las siguientes especies:
- Hofkerina batalleri †
- Hofkerina clivosa †
- Hofkerina mediterranea †
- Hofkerina semiornata †